# Philadelphus calvescens
Philadelphus calvescens là một loài thực vật có hoa trong họ Tú cầu. Loài này được (Rehder) S.M. Hwang miêu tả khoa học đầu tiên năm 1991.